# Porsche Tennis Grand Prix 1991
Porsche Tennis Grand Prix 1991 — жіночий тенісний турнір, що проходив на закритих кортах з твердим покриттям Filderstadt Tennis Centre у Фільдерштадті (Німеччина). Належав до турнірів 2-ї категорії в рамках Туру WTA 1991. Відбувсь учотирнадцяте і тривав з 14 до 20 жовтня 1991 року. Несіяна Анке Губер здобула титул в одиночному розряді й отримала 70 тис. доларів США.

## Фінальна частина

### Одиночний розряд
Анке Губер —  Мартіна Навратілова 2–6, 6–2, 7–6(7–4)
- Для Губер це був 1-й титул в одиночному розряді за сезон і 2-й - за кар'єру.

### Парний розряд
Мартіна Навратілова /  Яна Новотна —  Пем Шрайвер /  Наташа Звєрєва 6–2, 5–7, 6–4

## Призові гроші та рейтингові очки
| Дисципліна       | Дисципліна    | П       | F       | ПФ      | ЧФ     | 1/8    | 1/16   |
| Одиночний розряд | Призові гроші | $70,000 | $31,500 | $15,750 | $7,900 | $4,000 | $2,100 |
| Одиночний розряд | Очки          | 300     | 210     | 135     | 70     | 35     | 18     |